# Freycinetia sulcata
Freycinetia sulcata är en enhjärtbladig växtart som beskrevs av Otto Warburg. Freycinetia sulcata ingår i släktet Freycinetia och familjen Pandanaceae. Inga underarter finns listade.